# Boconád
Boconád es un pueblo en el condado de Heves, en la región de Hungría Septentrional, Hungría.

## Lugares de interés
- Estatua de Juan Nepomuceno
- Conjunto barroco del castillo de Szeleczky[4]